# بيت ستينكامب
بيت ستينكامب (بالهولندية: Piet Steenkamp)‏ (و. 1925 – 2016 م) هو عالم اقتصاد، وسياسي، وبروفيسور (أستاذ جامعي) من هولندا . ولد في آوتهورن . تولى منصب رئيس مجلس الشيوخ الهولندي (13 سبتمبر 1983–11 يونيو 1991)، وعضو مجلس الشيوخ في هولندا (22 يونيو 1965–8 يونيو 1999).
وهو عضو في حزب النداء الديمقراطي المسيحي (منذ 11 أكتوبر 1980)، والحزب الكاثوليكي الشعبي.
توفي في آيندهوفن .

## التعليم
تعلم في جامعة تيلبورغ، في تخصص اقتصاد

## مناصب وهيئات
أدار جامعة آيندهوفن للتكنولوجيا (1 سبتمبر 1966–سبتمبر 1990)، وجامعة آيندهوفن للتكنولوجيا (1 سبتمبر 1960–1 سبتمبر 1966).

## جوائز
حصل على جوائز منها:
- Commander of the Order of Orange-Nassau (29 أبريل 1985)[1]
- Knight in the order of the Dutch Lion (1976).[1]

| المناصب السياسية | المناصب السياسية                      | المناصب السياسية |
| ---------------- | ------------------------------------- | ---------------- |
| سبقه             | رئيس مجلس الشيوخ الهولندي 1983 - 1991 | تبعه             |
| سبقه             | عضو مجلس الشيوخ في هولندا 1965 - 1999 | تبعه             |